# Крюки (Владимирская область)
Крюки — деревня в Петушинском районе Владимирской области России, входит в состав Нагорного сельского поселения.

## География
Деревня расположена в 25 км на северо-восток от города Покров и в 29 км на северо-запад от райцентра города Петушки.

## История
В конце XIX — начале XX века деревня называлась Александровка и входила в состав Жаровской волости Покровского уезда, с 1921 года — в составе Орехово-Зуевского уезда Московской губернии, с 1924 года — в составе Воспушенской волости. В 1859 году в деревне числилось 27 дворов, в 1905 году — 54 двора, в 1926 году — 52 двора.
С 1929 года деревня являлась центром Крюковского сельсовета Петушинского района, с 1939 года — в составе Жаровского сельсовета, с 1945 года — в составе Покровского района, с 1954 года — в составе Ирошниковского сельсовета, с 1960 года — в составе Петушинского района, с 1962 года — в составе Ивановского сельсовета, с 2005 года — в составе Нагорного сельского поселения.

## Население
| 1859 | 1905 | 1926 | 2002 | 2010 | 2021 |
| ---- | ---- | ---- | ---- | ---- | ---- |
| 189  | ↗259 | ↘203 | ↘2   | ↗4   | ↘2   |